# The Graves
Pour plus de détails, voir Fiche technique et Distribution.
The Graves est un film d'horreur américain réalisé par Brian Pulido en 2009.

## Synopsis
Abby et Megan Graves. Deux sœurs aussi inséparables que différentes, la première étant aussi timide et peureuse que l'autre est décomplexée et grande gueule. Ce qui ne les empêche pourtant pas d'avoir des obsessions en commun : les comics-books, le rock 'n roll et la pop-culture en général.
Mais dans quelques jours, Megan partira pour New York afin de commencer son nouvel emploi. Alors, avant d'être séparées, les deux sœurs décident de se faire une dernière virée sur les petites routes d'Arizona, à la recherche d'une vieille attraction désuète dont elles ont entendu parler. Ce qu'elles vont trouver n'aura cependant rien à voir puisque, en arrivant dans le village de Skull City Mine, elles pénètrent dans un monde aux terribles secrets profondément enterrés. Un lieu hanté, dont les habitants sont des meurtriers sadiques arrachant les âmes des cadavres encore chauds de leurs victimes.
Alors quand Megan est gravement blessée, Abby va tout tenter pour sauver sa sœur. Mais pour y parvenir, il va lui falloir lutter contre ses peurs et résoudre le mystère de Skull City Mine toute seule...

## Distribution
- Clare Grant : Megan Graves
- Jillian Murray : Abby Graves
- Bill Moseley : Caleb
- Tony Todd : Reverend Abraham
- Randy Blythe : Luke
- Amanda Wyss : Darlene
- Patti Tindall : Becka Crane
- Cathy Rankin : Valerie Mills
- Bill Lippincott : Dad
- Dean Matthew Ronalds : Eric
- Brian Ronalds : Pete
- Brian Pulido : M. Mischief
- Shane Stevens : Jonah
- Barbara Glover : Mama
- Lauryn Berger : Town Legion (voice)
- George O'Barts : Concert goer
- Rosalie Michaels : Mom
- Bobby Calabrese : Himself
- Michelle Winters : Townsperson
- Jimmy Calabrese : Himself
- Benjamin Glendenning : Comic Shop clerk
- Davey Calabrese : Himself
- Greg Seki : Gordy